# Староіхсаново
Староіхса́ново (рос. Староихсаново, башк. Иҫке Ихсан) — село у складі Чекмагушівського району Башкортостану, Росія. Входить до складу Башировської сільської ради.
Населення — 216 осіб (2010; 226 у 2002).
Національний склад:
- татари — 54 %
- башкири — 39 %